# Liste der ausländischen Militärbasen in Deutschland
Die Liste der ausländischen Militärbasen in Deutschland dient seit Februar 2015 als Einstieg in die weiterführenden Listen der einzelnen Entsendestaaten. Das Anwachsen der Datenmenge machte diesen Schritt erforderlich.
Am Ende des Zweiten Weltkrieges stationierten zunächst die vier Siegermächte gemäß den Abmachungen der European Advisory Commission Truppen in den zwischen ihnen vereinbarten Besatzungszonen. Aus diesen Besatzungstruppen erwuchsen Stationierungsstreitkräfte, die in folgenden Listen verzeichnet sind:
- Liste der amerikanischen Militärstandorte in Deutschland
- Liste der britischen Militärstandorte in Deutschland
- Liste der französischen Militärstandorte in Deutschland
- Liste der sowjetischen Militärstandorte in Deutschland

Zu dem Kreis der originären Besatzungsmächte zählt in gewissem Sinne auch Belgien, das im Rahmen der britischen Armee am Einmarsch in Deutschland beteiligt war und ununterbrochen bis nach der Wiedervereinigung ein Armeekorps in der Bundesrepublik Deutschland stationierte. Siehe:
- Liste der belgischen Militärstandorte in Deutschland

Auch Kanada beteiligte sich am britischen Feldzug, zog seine Truppen aber 1946 ab. Erst mit der Lageverschärfung nach der Koreakrise stationierte auch Kanada wieder Truppen in Deutschland, zunächst in Nord-, ab 1970 in Süddeutschland. Siehe:
- Liste der kanadischen Militärstandorte in Deutschland

Erst ab 1963 beteiligte sich auch der NATO-Partner Niederlande an der integrierten Vorneverteidigung des Bündnisses und stationierte eine Brigade in der norddeutschen Tiefebene. Siehe:
- Liste der niederländischen Militärstandorte in Deutschland

Nur eine Randnotiz in der Geschichte der ausländischen Truppenstationierungen war die nur wenige Jahre andauernde militärische Präsenz Norwegens, Dänemarks und Luxemburgs in Deutschland. Siehe:
- Liste der sonstigen Militärstandorte in Deutschland